# Michelle Waterson
Michelle Waterson (Aurora, Colorado, 6 januari 1986) is een Amerikaans MMA-vechtster van Thaise afkomst. Ze debuteerde in februari 2007 als professional en werd in april 2013 wereldkampioen atoomgewicht (tot 48 kilo) bij Invicta FC. Die titel wist ze één keer te verdedigen. Waterson kreeg in april 2015 een contract bij de UFC.

## Filmografie
- 2010: MacGruber
- 2011: Fright Night
- 2012: Jackie